# Eustachius de Lannoy

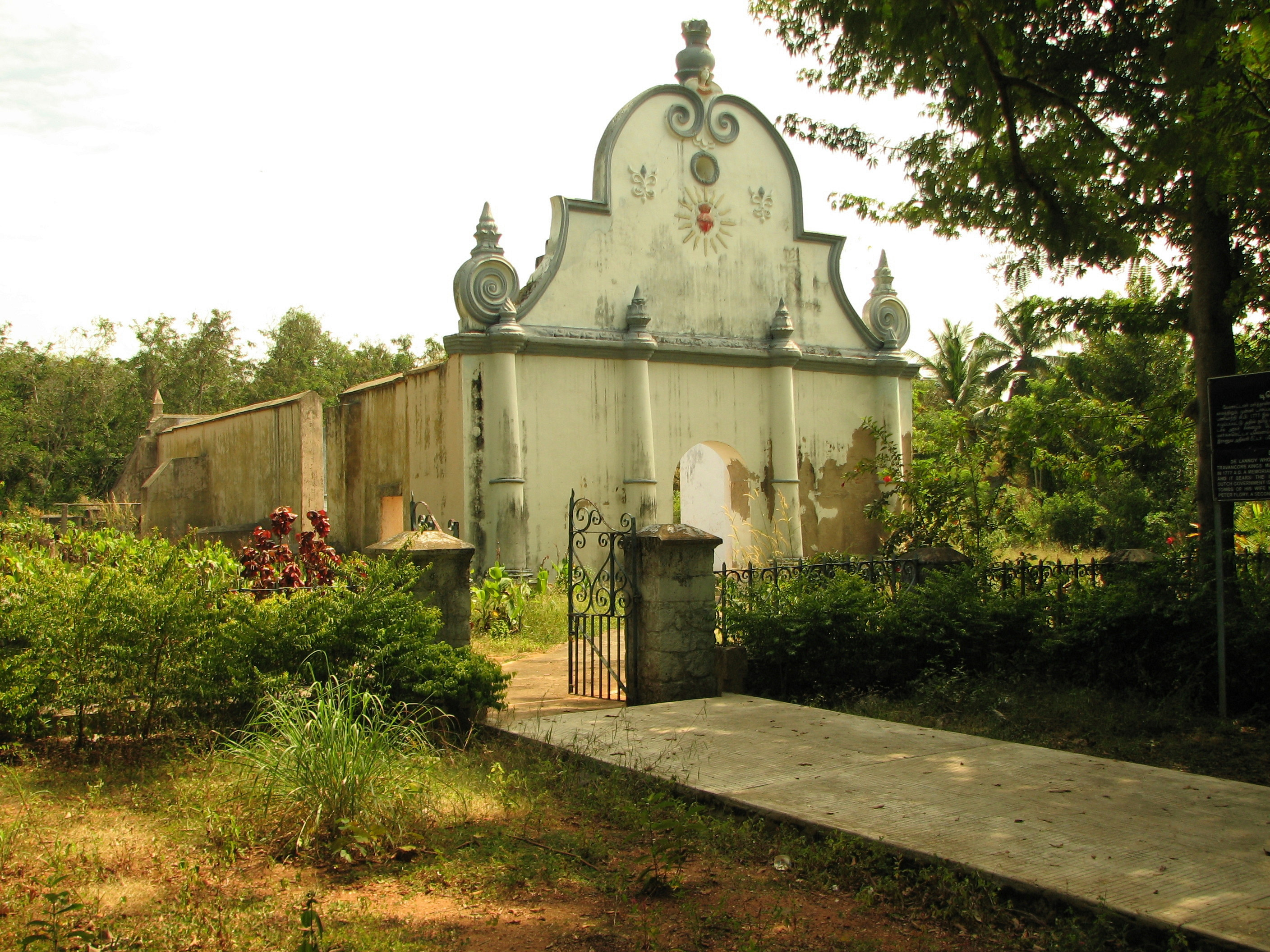
Tombe van De Lannoy

Eustachius Benedictus de Lannoy (ook geschreven als Lennoy) (Arras 1715 - Udayagiri Fort 1 juni 1777) was  een Frans scheepskapitein van de Vereenigde Oostindische Compagnie. De VOC stuurde hem uit om een handelspost te vestigen in Colachel in de zuidelijke punt van India, nu Kolachal in de deelstaat Kerala. Maar hij werd in 1741 verslagen door het leger van het koninkrijk Travancore onder koning (maharaja)  Marthanda  Varma. Hij liep over en was dertig jaar lang een succesvol bevelhebber van datzelfde leger. Hij organiseerde het leger en bouwde forten naar Europees model.